# Kärkejaure (Jukkasjärvi socken, Lappland, 758357-170705)
Kärkejaure är en sjö i Kiruna kommun i Lappland och ingår i Torneälvens huvudavrinningsområde. Sjön har en area på 0,982 kvadratkilometer och ligger 624 meter över havet. Kärkejaure ligger i Torneträsk-Soppero fjällurskog Natura 2000-område. Sjön avvattnas av vattendraget Kärkejåkka.

## Delavrinningsområde
Kärkejaure ingår i det delavrinningsområde (758480-170849) som SMHI kallar för Utloppet av Kärkejaure. Medelhöjden är 654 meter över havet och ytan är 11,96 kvadratkilometer. Det finns inga avrinningsområden uppströms utan avrinningsområdet är högsta punkten. Kärkejåkka som avvattnar avrinningsområdet har biflödesordning 3, vilket innebär att vattnet flödar genom totalt 3 vattendrag innan det når havet efter 435 kilometer. Avrinningsområdet består mestadels av sankmarker (19 procent) och kalfjäll (72 procent). Avrinningsområdet har 1,16 kvadratkilometer vattenytor vilket ger det en sjöprocent på 9,7 procent.